# Instytut Badania Koniunktur Gospodarczych i Cen
Instytut Badania Koniunktur Gospodarczych i Cen (IBKGiC) – organ badawczy Ministra Przemysłu i Handlu, istniejący w latach 1928–1946, ustanowiony z zadaniem badanie życia gospodarczego kraju w powiązaniu z występującą koniunkturą oraz badanie cen i kosztów własnych w przemyśle i w handlu, a także kosztów usług gospodarczych.

## Powołanie Instytutu
Na podstawie rozporządzenia Prezydenta RP z 1928 r. o ustanowieniu Instytutu Badania Koniunktur Gospodarczych i Cen powołano Instytut. Powołanie Instytutu nastąpiło w miejsce zniesionego Biura Badania Cen.
Wykonanie rozporządzenia poruczono Ministrowi Przemysłu i Handlu w porozumieniu z Ministrem Sprawiedliwości oraz z Ministrem Skarbu.

## Struktura Instytutu
Instytut dzielił się na dwie sekcje:
- Sekcję Badania Koniunktur Gospodarczych,
- Sekcję Badania Cen.

Zakres działania sekcji ustalał Ministra Przemysłu i Handlu.

## Kierowanie Instytutem
Na czele Instytutu stał Dyrektor, podległy Ministrowi Przemysłu i Handlu. Dyrektor kierował pracami Instytutu i reprezentował go na zewnątrz.

## Rada Instytutu
Przy Instytucie istniała stała Rada złożona z 19 członków.
W skład Rady wchodziło:
- 10 znawców życia gospodarczego (przemysłu, handlu, rolnictwa i banków) oraz przedstawicieli nauki, powołanych przez Ministra Przemysłu i Handlu w porozumieniu z Prezesem Komitetu Ekonomicznego Ministrów;
- 8 przedstawicieli Ministerstw: Skarbu, Rolnictwa, Przemysłu i Handlu, Komunikacji, Pracy i Opieki Społecznej, Spraw Wewnętrznych (Głównego Urzędu Statystycznego), Robot Publicznych oraz Spraw Wojskowych, wyznaczonych po jednym przez każdego ministra;
- Dyrektor Instytutu.

Przewodniczącego Rady oraz jego zastępcę powoływał Minister Przemysłu i Handlu spośród członków Rady.

## Zadania Rady
Zadaniem Rady było:
- przyjęcie programu działalności Instytutu;
- składanie i rozpatrywanie rodzajów ankiet, za pomocą których badano stan i rozwój poszczególnych dziedzin życia gospodarczego;
- opiniowanie spraw przedstawianych przez Dyrektora.

Dla wykonania czynności Rada tworzyła zespoły złożone z dowolnej liczby osób. Regulamin obrad Rady oraz zespołów ustalał Minister Przemysłu i Handlu na wniosek Rady.

## Członkowie Rady
Członkowie Rady składali na ręce Ministra Przemysłu i Handlu przyrzeczenie, że obowiązki swoje pełnić będą według najlepszej wiedzy i sumienia. Zobowiązani byli zachować w ścisłej tajemnicy wiadomości, powzięte przy sprawowaniu swoich czynności. Zachowanie tajemnicy członkowie byli zobowiązani w sytuacji, jeżeli wiadomości zostały uznane za poufne lub gdy stanowiły tajemnicę handlową lub techniczną badanych przedsiębiorstw.

## Nakładanie sankcji
Kto świadomie złożył nieprawdziwe zeznanie bądź przedstawił fałszywe dowody przed Instytutem lub jego organem, utrudniał wykonywanie funkcji świadka lub rzeczoznawcy – był karany aresztem do trzech miesięcy i grzywną do 25 tys. zł lub jedną z tych kar.
Kto funkcjonariusza Instytutu lub jego organu nie dopuścił do badania przedsiębiorstwa, przeglądania ksiąg i dokumentów oraz sporządzania z nich odpisów i wyciągów – był karany aresztem do dwóch tygodni i grzywną do 5 tys. zł lub jedną z tych kar.
Kto bez usprawiedliwionego powodu nie stawił się na wezwanie Dyrektora Instytutu lub przewodniczącego komisji, odmówi zeznań na ich ustne lub pisemne pytania – był karany grzywną do 2 tys. zł.

## Zniesienie Instytutu
Na podstawie dekret z 1946 r. o utworzeniu i zakresie działania Instytutu Gospodarstwa Narodowego zniesiono Instytut Badania Koniunktur Gospodarczych i Cen.